# Bent Otken
Bent Otken (født 26. december 1930 på Frederiksberg, død 1. november 2023) var en dansk jurist, der var retsformand og landsdommer i Østre Landsret.
Bent Otken, der var søn af en bankbestyrer, blev cand.jur. i 1954 og derefter ansat i Justitsministeriet fra 1955 til 1966. Det blev dog dommergerningen, der fyldte mest i hans karriere. Fra 1966 til 1976 var han dommer i Københavns Byret. Efter et år som konstitueret landsdommer i Østre Landsret blev han udnævnt til landsdommer, og fra 1984 til 2000 var han retsformand.
Sideløbende var han censor ved Københavns Universitets juridiske eksaminer 1973-1993 og medlem af Retsplejerådet 1996-1998. Desuden var han formand for N. Zahles Skole 1975-1985.
Bent Otken var kommandør af Dannebrog.

## Markante sager
Blandt hans markante sager var nævningesagen mod Blekingegadebanden, som varede 59 retsmøder fra november 1990 til april 1991.
Også den såkaldte grundlovssag i 1997 fik stor bevågenhed. Her mente Christian Harlang, der var en advokaterne for sagsøgerne, at der var tale om "en forbrødring" mellem de tre landsdommere og statens repræsentant, Kammeradvokaten, som blandt andet medførte, at sagsøgerne fik afslag på aktindsigt i dokumenter, at antallet af retsmøder blev halveret, og at de tre dommere stort set nægtede sagsøgerne at føre vidner.
Bemærkelsesværdig var også Guldlok-sagen mod en pædofil mand, hvor Bent Otken tillod, at der i retten for åbne døre blev vist videoer med grove seksuelle overgreb på fire børn. Den tiltalte blev idømt fem års fængsel for overgrebene.
I drabssagen mod Lars Anborg-Nielsen, der blev idømt livsvarigt fængsel for drabet på 10-årige Susan Rasch Ipsen, kritiserede Bent Otken, at tiltalte havde siddet fængslet i 20 måneder før sagen kom for retten. Det var på kant med menneskerettighederne, mente han.
Eksrockeren Dan Lynge afslørede i 1991 over for politiet, at han som prøvemedlem hos Hells Angels havde været med til at lave detaljerede attentatplaner mod blandt andre Bent Otken.